# Teucholabis paraplecioides
Teucholabis paraplecioides är en tvåvingeart som beskrevs av Alexander 1960. Teucholabis paraplecioides ingår i släktet Teucholabis och familjen småharkrankar. Inga underarter finns listade i Catalogue of Life.